# هانس اپل (بازیکن فوتبال)
هانس اپل (انگلیسی: Hans Appel; ۸ ژوئن ۱۹۱۱ – ۲۷ ژوئیهٔ ۱۹۷۳) بازیکن فوتبال اهل آلمان بود.
از فیلم‌ها یا برنامه‌های تلویزیونی که وی در آن نقش داشته‌است می‌توان به عروس معاوضهشده اشاره کرد.
از باشگاه‌هایی که در آن بازی کرده‌است می‌توان به باشگاه فوتبال هرتابرلین، باشگاه فوتبال سن پائولی، و باشگاه فوتبال درسدنر اشاره کرد.
وی همچنین در تیم ملی فوتبال آلمان بازی کرده‌است.